# دوري وي
دوري وي هو أعلى دوري لكرة القدم النسائية في اليابان.بدأ أول موسم له في 2021-2022 ويعتبر أول دوري نسائي محترف في اليابان.